# Moravski Hrvati
Moravski Hrvati (češ.: Moravští Chorvati ili Moravští Chorvaté, njem.: Mährische Kroaten) su etnička skupina koja se bježeći pred Turcima u 16. i 17. stoljeću naselila na području Južne Moravske, u današnjoj Češkoj Republici. Iako su po podrijetlu i vremenu doseljenja slični gradišćanskim Hrvatima, smatraju se posebnom zajednicom. Većinom potječu s područja današnje Banovine i Korduna. Enklava Moravskih Hrvata je do svog raseljavanja predstavljala najsjeverniju autohtonu hrvatsku skupinu u Europi.

## Povijest

### Prva Čehoslovačka
Hrvati su naselili čitav niz naselja oko grada Mikulova (njem. Nikolsburg) južno od Brna, ali su se do početka 20. stoljeća zbog asimilacije održala samo tri većinski hrvatska naselja : Frielištof, Dobro Polje i Nova Prerava. Prema čehoslovačkom popisu iz 1918. godine u njima je živjelo ukupno 1.682 Hrvata. Čehoslovačka vlada je provodila politiku asimilacije, uskraćujući Hrvatima pravo na vlastiti jezik u školstvu i crkvi. U takvoj situaciji, Hrvati su se priklonili manjinskim njemačkim strankama, koje su bile brojnije i bolje organizirane.

### Drugi svjetski rat
1938. godine to je područje Münchenskim sporazumom pripalo Njemačkoj, te je politiku češke asimilacije samo zamijenila njemačka. Veliki broj Hrvata bio je mobiliziran u njemačku vojsku i stradao na sovjetskom bojištu.

### Čehoslovačka Socijalistička Republika
Nakon Drugog svjetskog rata, Južna Moravska je vraćena u sastav Čehoslovačke. Nova komunistička vlada je Moravske Hrvate smatrala nepouzdanim elementom zbog sukoba s Titom, ali i zbog njihove prijeratne suradnje s njemačkim strankama. Stoga je odlučeno da budu raseljeni i uništeni kao etnička zajednica. Tijekom 1948. tri hrvatska sela su potpuno ispražnjena, a njihovi stanovnici preseljeni po čitavoj Češkoj, ponajviše po Moravskoj duboko u unutrašnjost (poznata je sudbina samo jedne skupine, koju su preselili u Olomouc), gdje su se razbijeni na male skupine brzo asimilirali. To se sprovelo prije dolaska komunista na vlast u Čehoslovačkoj. Izgon je bio tako dobro pripremljen i izveden u dvije etape (1946./47. i 1948. – 1950.), a cilj je bio da se Hrvati više nikad ne okupe u cjelovitu zajednicu i onemogući povratak Hrvata. Premješteni su na trošak države, a premjestilo ih se u nehumanim uvjetima.
Mnogi su Hrvati tada u doba komunizma prešućivali su svoje podrijetlo ili su čak izbjegavali govoriti kod kuće s djecom na hrvatskom.
Ni više od 50 godina nakon dolaska komunista na vlast u Čehoslovačkoj, moravski Hrvati nisu dočekali obeštećenje za oduzetu imovinu

## Vanjske poveznice
- (hrv.) (engl.) Croats in Moravia Blog u sjećanje na moravske Hrvate. Dosta referenciranih tekstova i slika.
- Moravski Hrvati I, II i III - program češke kršćanske televizije TV NOE o Moravskih Hrvatah (češki)